# Gurki székesegyház
A gurki székesegyház Karintiában, Gurk községben található román stílusú bazilika, amely 1140 és 1200 között épült. Mivel kevés átalakításon ment át, egyike Európa legjelentősebb román kori építményeinek. A hosszan elnyúló bazilika nyugati homlokzatán két torony található. A száz oszloppal kialakított kripta a templom legrégebbi része, amely az 1174-es felszentelés óta őrzi Gurki Szent Hemma sírját.
A hajdani székesegyház ma plébániatemplom, amely Gurk keleti szélén, a Gurk folyó mellett egy alacsony teraszon helyezkedik el. A gyéren beépített Gurk-völgyben az impozáns, 60 méter magas tornyok már messziről jól láthatóak.

## Története

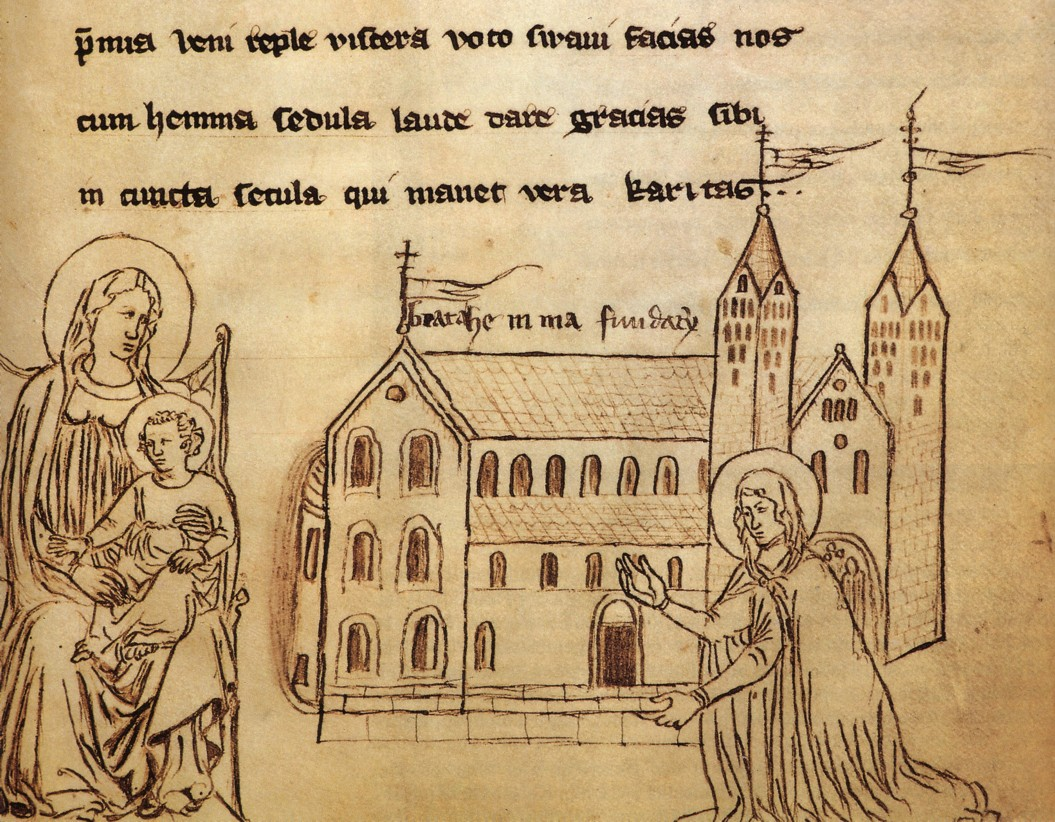
Szent Hemma felajánlja Szűz Máriának a templomot (14. századi ábrázolás)

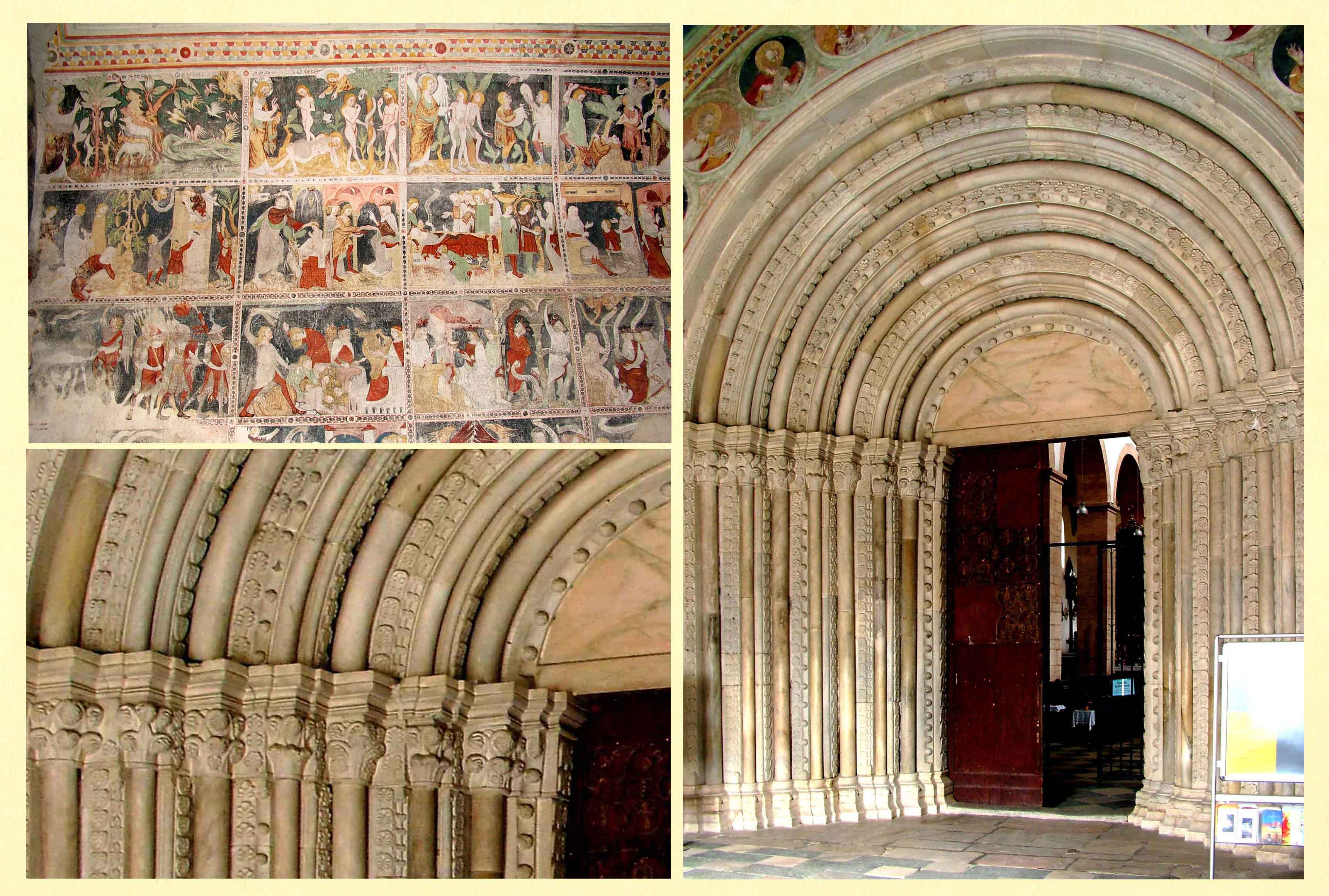
Építészeti részletek

A székesegyház helyén a kereszténység előtti időkben a kelta Epona istennő temploma állt. A székesegyház középhajójának délnyugati pillérébe beépítettek egy kőtömböt, amelyen bevésett neve látható. A római korban feltételezhetően kultikus hely volt, mivel az 1926-os ásatások során egy erre utaló oltártöredéket találtak. Ezt megerősíti, s a római kori jelentős népsűrűséget jelzi, hogy a közeli St. Veit an der Glan melletti Magdalensberg régészeti ásatásai Noricum központját, Numantiát tárták fel.
Karintiai Arnulf frank uralkodó 898-ban több birtokot adományozott a Gurk és a Metnitz völgyében Zwentibold sváb nemesnek, Gurki Szent Hemma egyik ősének. Ezeket a birtokokat a 11. század első felében Hemma örökölte. Hemma építtette Gurkban a János-templomot, majd 1043-ban egy apácakolostort alapított, saját Mária-templommal. 1070-ben a gurki apácakolostort feloszlatták, miután Gebhard salzburgi érsek megkapta II. Sándor pápa engedélyét, hogy Karintiában egy püspökséget hozzon létre. Így a kolostor birtoka Salzburgé lett és 1072-ben a gurki érsek alapította püspökségnek nem volt székesegyháza. Az első püspök Günther von Krappfeld volt.
A székesegyház építését 1140 körül Roman püspök alatt (1131–1167) kezdték el. Nem teljesen tisztázott, hogy a hajdani kolostor temploma ezen a helyen állt-e; valószínűleg a székesegyháztól nyugatra helyezkedett el. Még a templom befejezése előtt, 1174-ben átszállították Szent Hemma sírját a kriptába. A főoltárt 1200-ban szentelték fel, maga a székesegyház és az alapítvány többi épülete 1220 körül készült el.
A 13. században több tűzvész sújtotta a templomot. A felújítások és átépítések után a székesegyházat 1287-ben szentelték újra. 1446-ban a kereszthajót, majd 1500 körül a kórust bordás keresztboltozattal fedték be. 1525-ben egy újabb tűz elpusztította a főhajó fa tetejét, amelyet 1563-ban zsindelytetővel helyettesítettek, majd 1591 körül elkészült a főhajó bordás boltozata is.
Vizdom prépost idején (1617–1632) a román stílusú alapítványi épületeket lebontották és a gyűléstermet és az udvart barokk stílusban alakították át. A székesegyházba is barokk oltárokat állítottak fel. A jellegzetes barokk toronysisakok 1678-ban készültek el. Otto Kochler prépost a székesegyház átfogó átalakítását tervezte. Hemma sírját átvitette a kriptába, és ő emeltette a keresztoltárt és a szószéket. Mivel a terveivel nagy összegű adósságokat okozott, 1744-ben elmozdították és ezt követően asztalosként dolgozott a templom berendezésén.
1788-ban a püspöki székhelyet Klagenfurtba helyezték át, a székesegyház plébániatemplommá lett. 1808-ban egy tűzesetben a püspöki kápolna teteje és egyes részei megsemmisültek. 1850-ben Ferdinand von Quast porosz restaurátor felfedezte a templomot és publikációival megmentette a feledéstől. 1924 és 1933 között átfogó felújításra került sor.
A székesegyház épen vészelte át a második világháborút, csak hat harangot kellett leadnia beolvasztásra. Az 1950-es években a szú által kikezdett barokk berendezést felújították. 1958-ban a hiányzó hat harangot pótolták. Az 1988-as Hemma-jubileumra a székesegyházat ismét renoválták.
A hajdani székesegyház ma Gurk plébániatemploma, emellett a Szent Hemma-sír gyakran látogatott zarándokhely.

## Leírás

### Az épület külseje

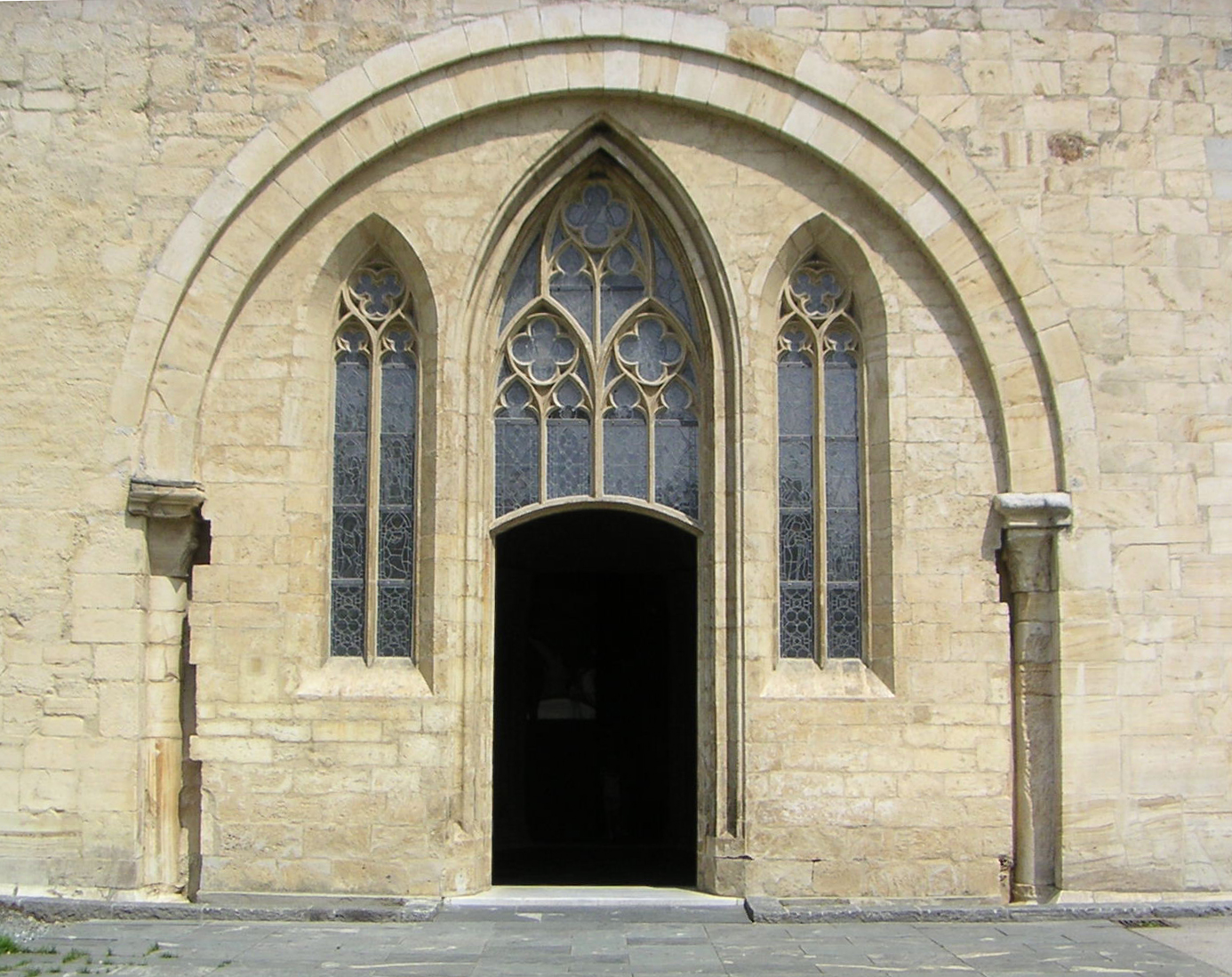
A főbejárat

A háromhajós bazilika öt és fél boltszakasszal rendelkezik, magasított kórussal, két boltszakaszos kereszthajóval és három apszissal. Az épület nyugati oldalán két torony emelkedik, ezek között található a püspöki kápolna. A kórus és a kereszthajó között helyezkedik el a kripta. A káptalani épületek északról - belső udvar körülzárva - csatlakoznak a templomhoz.
A 60 méter magas tornyokat köríves - részben befalazott - román ablakok díszítik. Az utolsó előtti szinten nagy barokk ablakok találhatók. A tornyokat hagymasisak fedi, ezek 1678-ban készültek. A nyugati főbejárat a két torony között eredetileg nyitott volt. A dóm előcsarnokát 1337–38-ban egy külső falazattal hozták létre. Kétoldalt egy-egy karcsú, köztük szélesebb csúcsíves mérműves ablak áll. 1931 óta a bejárat két oldalán ismét láthatóak a románkori építmény maradványai. A kapu feletti üvegablakok részben még a portál építésének idejéből maradtak fenn.
Az oldalhajók külső falai enyhén visszahúzódnak a tornyok mögé. A nagyobb, különböző kőtömbök alapján egyértelműen két építési szakasz különböztethető meg, a terv megváltoztatása 1179–80 között történt. Ugyanígy az ablakok sem egyformák: a nyugati oldalon két ablak után egy függőleges csatlakozási vonal után a többi ablak mérete és a köztük levő távolság is nagyobb.
A fő- és mellékhajókat bazilikális rendszerű nyeregtető, illetve félnyereg tetők fedik. A kereszthajóhoz és apszishoz megegyezően ezeket is fekete kőlemezek borítják.

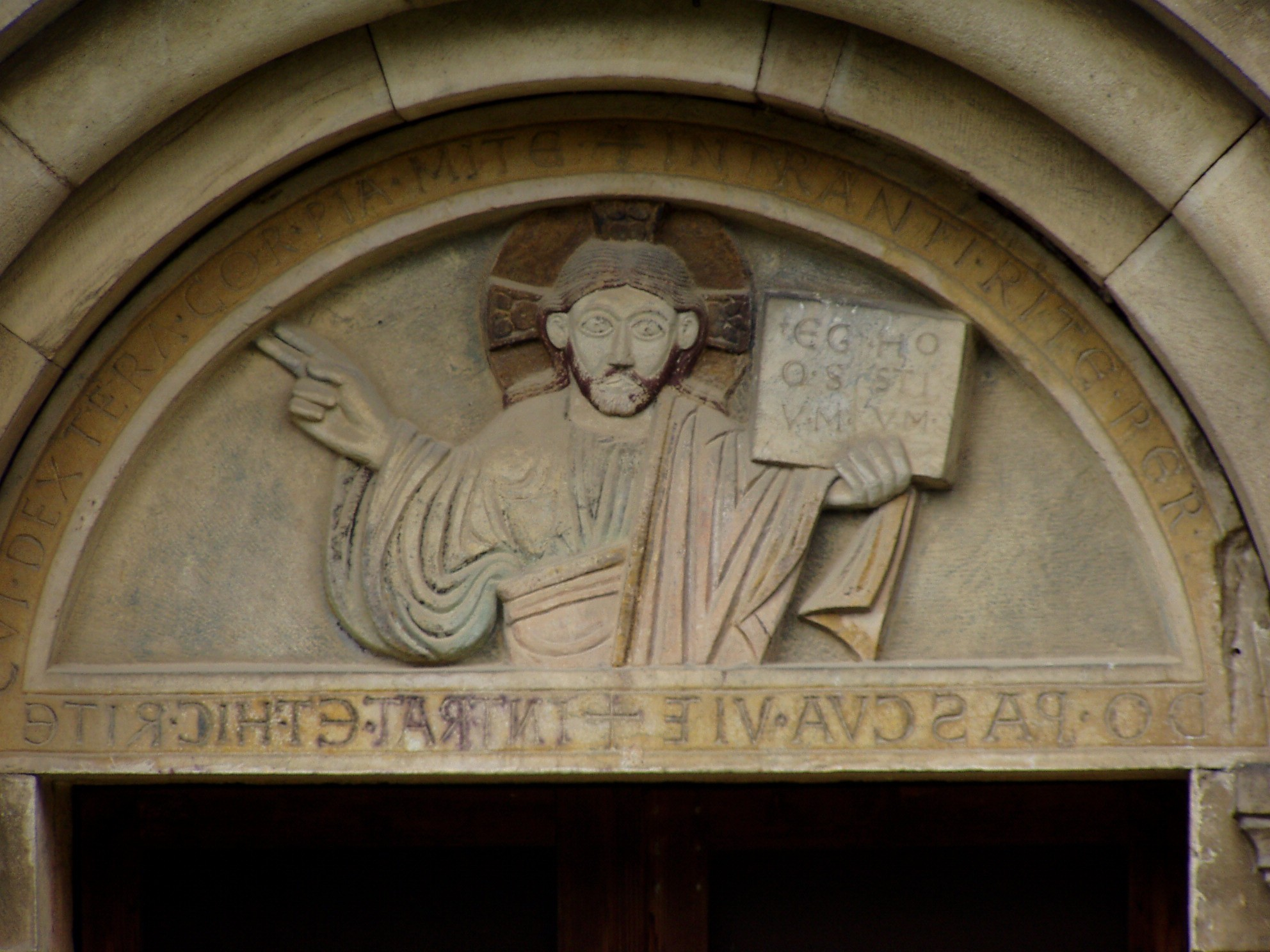
A déli portál timpanonja

Építészettörténeti szempontból a déli portál a jelentősebb, mert az építkezés első szakaszából (1140–1150) származik, de még ehhez képest is régies stílusú. A bélletív domborműve Krisztust ábrázolja egy nyitott könyvvel: Ego sum hostium (Én vagyok az ajtó. Ján 10,9). A timpanon körüli felirat fordítása: „Annak, aki egyenesen rajtam keresztül lép be, az élet mezejét ajándékozom; aki egyenesen belép, annak a keze irgalmas és a szíve szelíd.“ Alul a felirat fordított irányban halad, jobbról balra.
Az északi oldal lényegesen egyszerűbb formában maradt fenn. Itt csatlakozott eredetileg a keresztfolyosó a káptalan épületéhez, aminek hajdani portálját elfalazták. A torony közelében egy 1775-ös kis épület szolgált a káptalan bejárataként, ma itt vannak kiállítva Szent Hemma ereklyéi. Az oldalhajó falán egy 13. századi freskó maradványai láthatóak. A falba római kori domborműveket és feliratokat is beépítettek. Az északi oldal a tornyokhoz hasonlóan a főhajó tetőmagasságáig mészkő színűre van vakolva, az építmény további része azonban nincs bevakolva, és a kő vastartalma miatt enyhén vöröses színben játszik.
A keleti rész három apszisa a fő- és kereszthajók falához csatlakozik. Az oldalsó apszisok fölött egy-egy köríves ablak található, a főapszis felett kétoldalt viszont két kerek ablak. A középső főapszis ablaka feletti dombormű (1175 körüli) egy baziliszkusszal harcoló oroszlánt ábrázol; ez a jó és a gonosz küzdelmét jelképezi.

### Az épület belsö tere

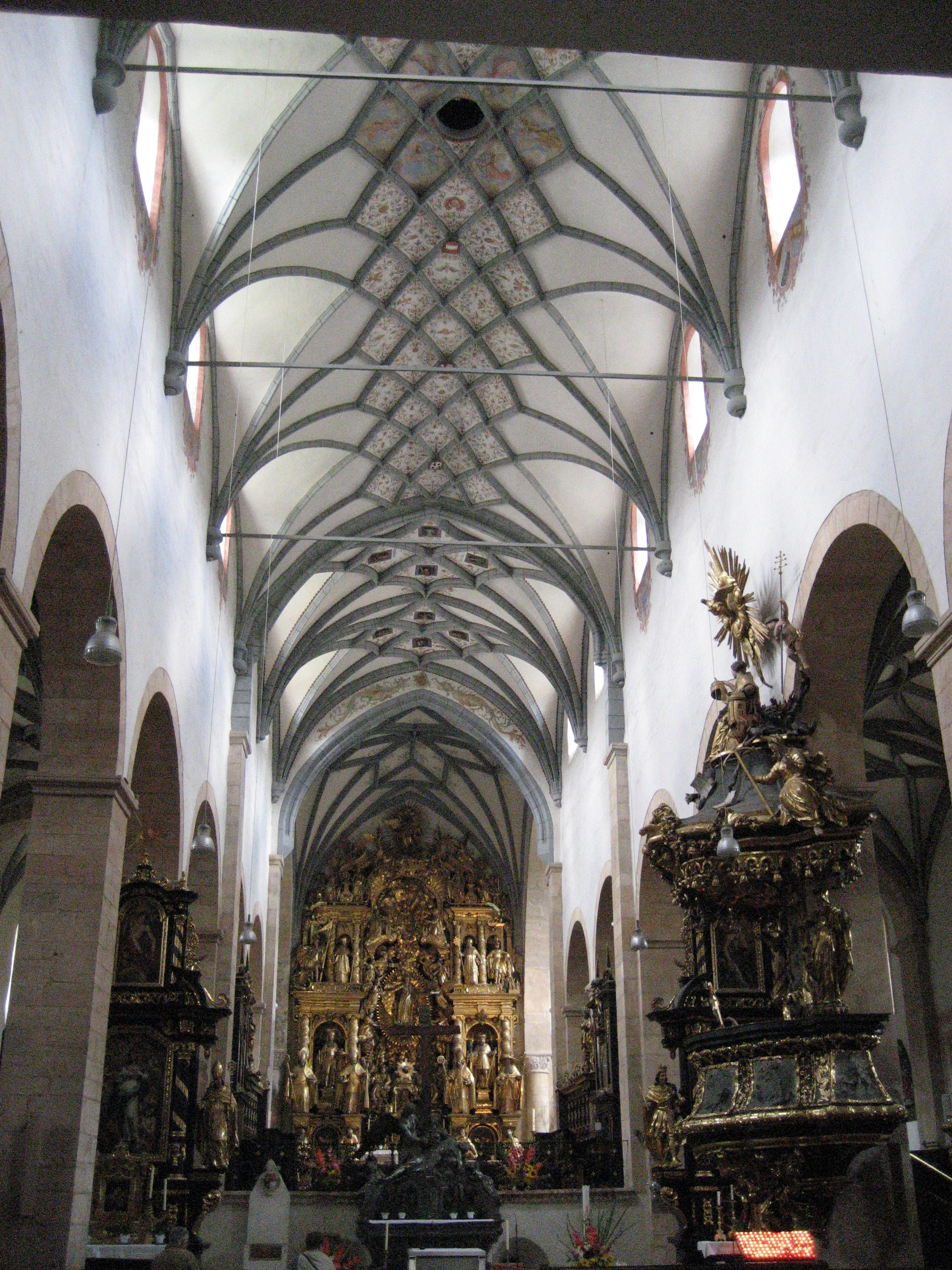
A főhajó

A főbejárat a külső előcsarnokba vezet, ez egy nagy, dongaboltozattal fedett, majdnem négyzetes terem. Majdnem teljes felületét freskók díszítik az 1340 körüli időkből. Az oldalfalakon négy-négy képsorozat található, amelyek bibliai jeleneteket ábrázolnak. Az északi falon (jobb állapotban) az ótestamentumi, a déli és nyugati falon újtestamentumi képek láthatóak. A boltozat a csillagos eget ábrázolja, középen Isten Bárányával. Kiemelkedően szép az innen nyíló bélletes főkapu.
A gurki székesegyház különlegessége a 13. század elejéről származó belső előcsarnok. Ez a nyugati főbejárathoz kapcsolódik és három méternyire benyúlik a középhajó terébe, az oldalhajóktól pedig oldalfal választja el. Az előcsarnok egyúttal a felette elhelyezkedő püspöki kápolna támasztékául is szolgál, mivel az hosszabb, mint a külső előcsarnok. A pillérek felett árkádszerű félívek emelkednek, ezáltal az előcsarnok diadalívként hat.
A főhajó karcsú, négyzetes pillérsorai félkörívekkel zárulnak, az ablakoknál azonban még látszik, hogy hol húzódott hajdan a románkori lapos tető. A főhajó hálóboltozata készült el utoljára: 1591-ben a passaui Leonhard Uttner és a klagenfurti Philipp Wernerscon műve. A boltozatmezők festményeit Kräußl mester készítette. Az oldalhajókat 1525-ben hálóboltozattal látták el. 
A kórus és a kereszthajó 1,75 méterrel magasabb a főhajónál, és alatta van a kripta (altemplom). Az oldalhajók külső részéről lépcsők vezetnek a kórusba, bentről pedig ehhez csatlakozó lépcsők a kriptába. A kórus támpillérei négyezetet alkotnak, a négyezet sarkain levő pillérek téglalap alakú párkányokkal vannak megerősítve. A templom négyezeti terét egy 1500-ban készült csillagboltozat fedi.  A boltozaton nyolc festett dombormű szent asszonyok mellszobrát ábrázolja.
A kereszthajó ugyanolyan széles, mint a főhajó és a kórus. A négyezeti tér közel négyzet alakú, a pillérek oszlopfői változatos díszítésűek: a nyugatiak mértani jellegűek (1200 előttről), a keletiek naturalisztikusan ábrázolt állatok és emberfők (a 13. század elejéről). Az 1450 körül épített boltozat a legrégebbi a templomban. A boltozatmezők 16. századi festményeit Anton Blumenthalnak tulajdonítják. A főapszis freskói Mária születését és halálát, az angyali üdvözletet és Mária mennybemenetelét ábrázolják. A képek érdekessége, hogy a háttérben Gurk, Lieding és a (karintiai) Strassburg látható.
Főoltár

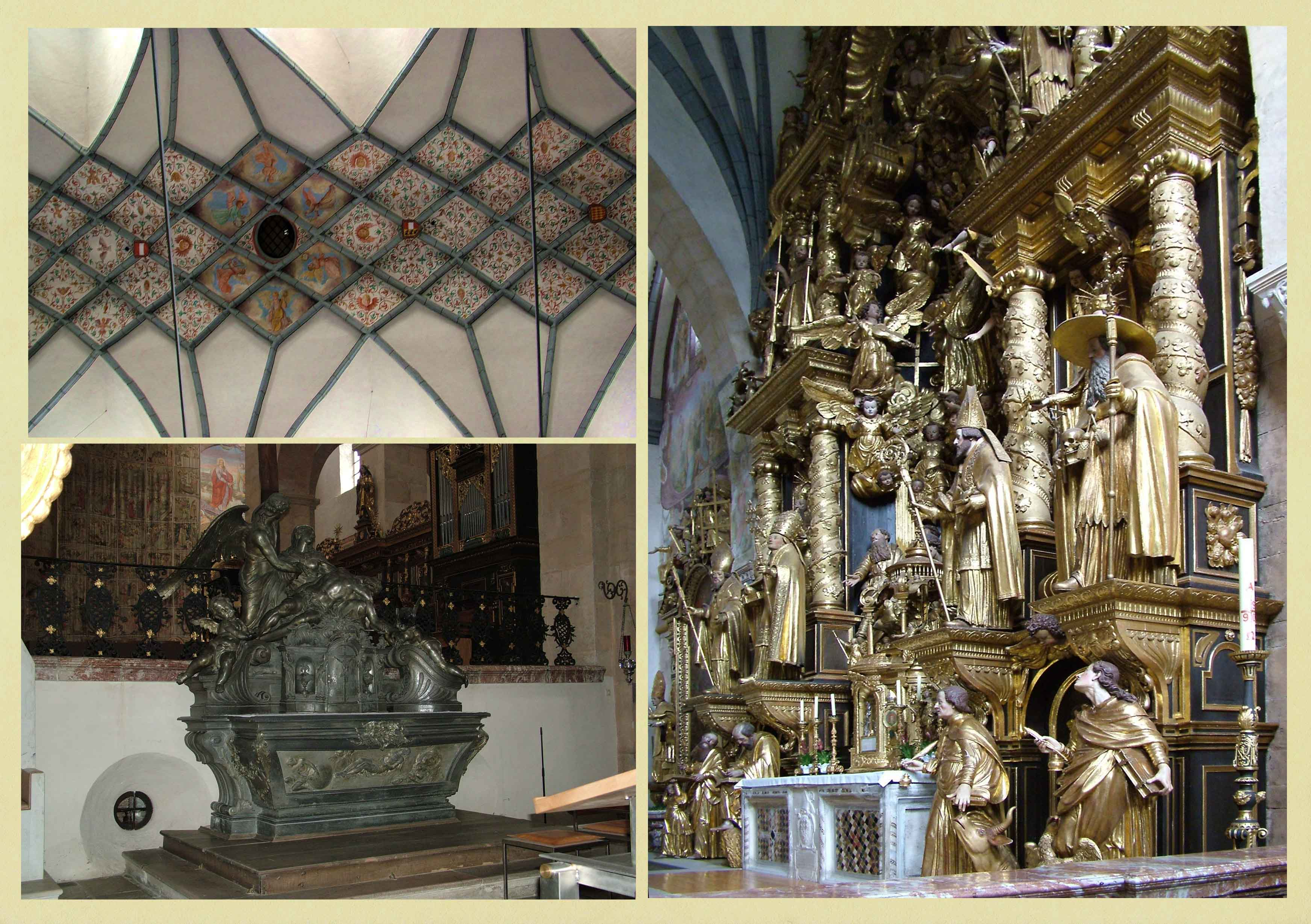
"

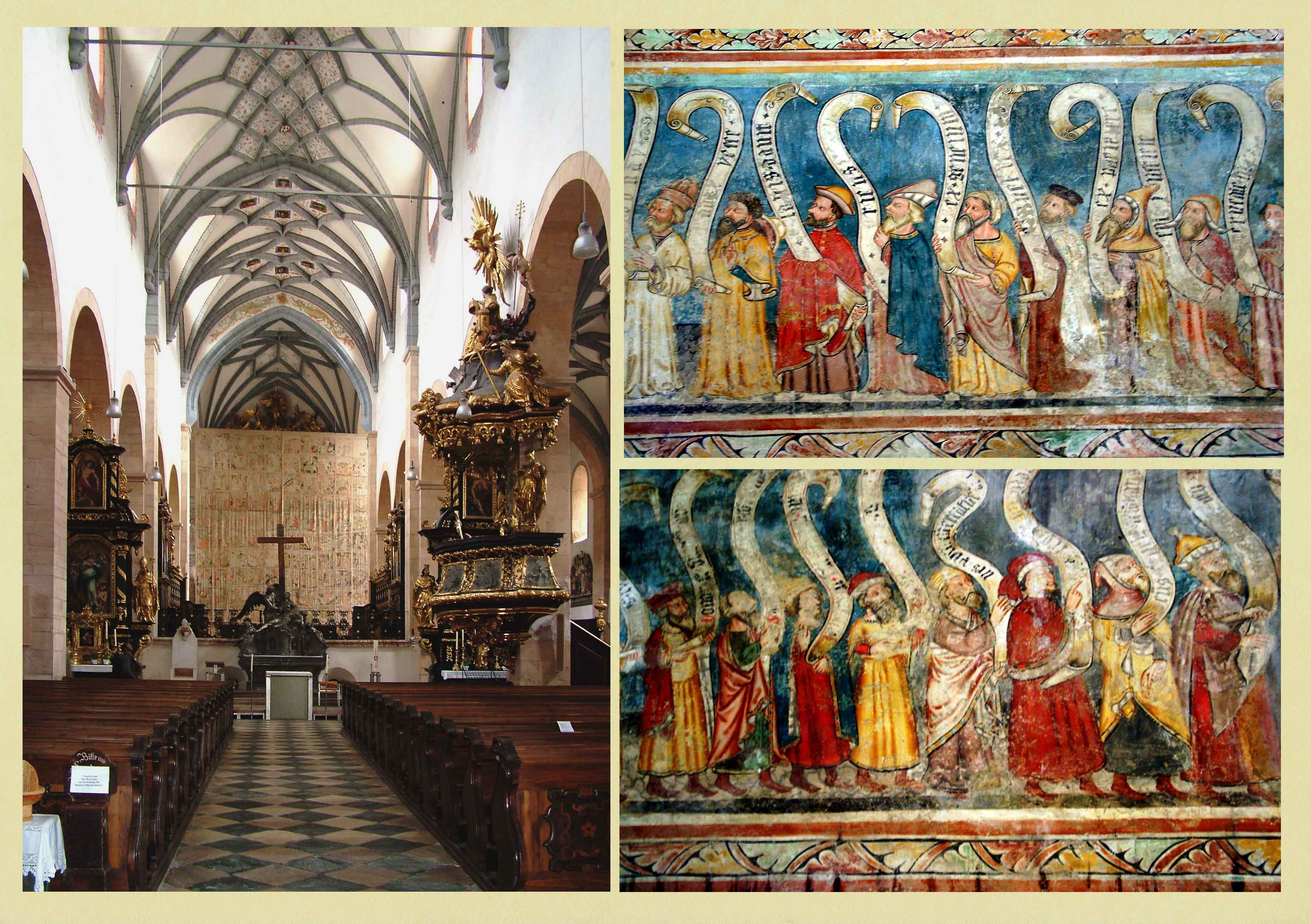
"

A főoltárt Michael Hönel alkotta 1625–1632 között. 16 méteres magasságával és közel 9 méteres szélességével teljesen kitölti a főapszist. 72 teljes alak és 82 angyalfő díszíti. A főoltár asztallapját Rómából hozott kozmatikus stílusú mozaik díszíti. A korai barokk építmény oldalrésze háromszintes: legalul az evangélisták életnagyságúnál nagyobb alakjai állnak. Lukács arcvonásai igen egyéniek, lehetséges, hogy ez a művész önarcképe. Az evangélisták felett a négy egyházatya áll, a mögöttük levő falifülkékben pedig II. Henrik német-római császár és Wilhelm von Gurk gróf. A harmadik szinten szentek, arkangyalok illetve a Remény, a Hit és a Bátorság allegorikus alakjai láthatók. A főoltár előtti alacsony vörösmárvány rács 1730 körül készült.
Ez előtt áll a szürke Kereszt-oltár, amelyet az életpályája végén, 1740-ben készített Georg Raphael Donner. A természetesnél nagyobb méretű csoport Máriát ábrázolja, amint angyalok segítségével Jézust a keresztről leveszik. A kompozíció stílusa átmenetet képez a barokk és a klasszicista közt. Úgy tudják, hogy az oltár elkészítéséhez 18 tonna karintiai ólmot használtak fel. A tabernákulumot később, 1766-ban Donner egyik tanítványa, Balthasar Moll készítette, az akkor már uralkodó rokokó stílusban.
Nagyböjt idején az oltár mögött függesztik fel a főoltárt eltakaró, nagyhírű "böjti kendő"-t (Fastentuch), ami tulajdonképpen egy nagy függöny. 1458-ban festette Konrad von Friesach. A kendőn - bibliai és más vallási jelenetekben - 99 figura látható.
Mellékoltárok

A két mellékoltár az oldalsó apszisokban szintén Michael Hönel műve, az oltárképeket a gurki Johann Seitlinger festette 1638-ban. Az oltárkép mellett Szent Márton és Szent Miklós nagyméretű szobrai állnak.
Szószék

A szószéket 1740–41-ben Giuseppe és Antonio Bibiena bécsi építészek tervezték, a kivitelezés J. Kaspar Eckhardt és Leopold Wasserbauer munkája. Itt található Donner életének legutolsó 6, igen jelentős ólomreliefje is. A szószék szemmel láthatóan az ellenreformáció jegyében készült: felette az Egyház, Hit és Remény allegorikus alakjai helyezkednek el, egy puttó tiarát visel, egy másik pedig lándzsával átdöfi a Sátánt, egy régimódi prédikátornak öltözött férfi pedig hátrazuhan a mélységbe.

### Püspöki kápolna

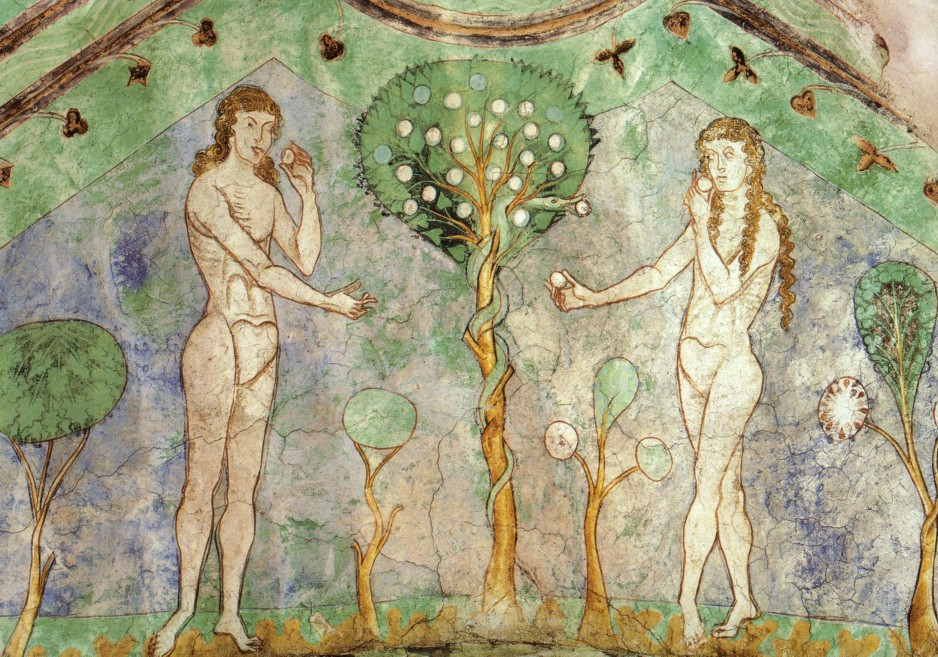
A bibliai bűnbeesés ábrázolása a püspöki kápolna egyik freskóján

A püspöki kápolna, amelyet Walther püspök (1200–1213) építtetett, a nyugati karzatban található a külső és belső előcsarnok felett, a két torony között. Hosszúkás téglalap alakú termét egy boltöv osztja két keresztboltozatra. Egy tűzvész után a kápolnát 1264-ig újjáépítették és freskókkal díszítették. 
A keleti falon középen található a kapuszerű diadalív, amely eredetileg az apszisba vezetett, az átjárási lehetőség azonban 1779-ben az orgona beépítésével megszűnt. Ettől jobbra és balra egy-egy trifórium található, amelyek 1779-ig a főhajóba nyíltak.
A keleti rész freskóit Mária dicsőségének szentelték. A keleti falon levő kép Máriát Salamon király trónján ábrázolja, az erények közepette, az oldalfalakon pedig az angyali üdvözlet látható. A boltívek négy édenkerti jelenetet ábrázolnak, de ezek közül egy megsemmisült az 1808-as tűzvészben. A nyugati rész Krisztus dicsőségének van szentelve. Az ablak felőli falon Krisztus színeváltozása, a déli oldalfalon a háromkirályok imádása, az északin Krisztus bevonulása Jeruzsálembe látható. A boltozat az égi Jeruzsálemet jeleníti meg, középen a Báránnyal.

### Kripta (altemplom)

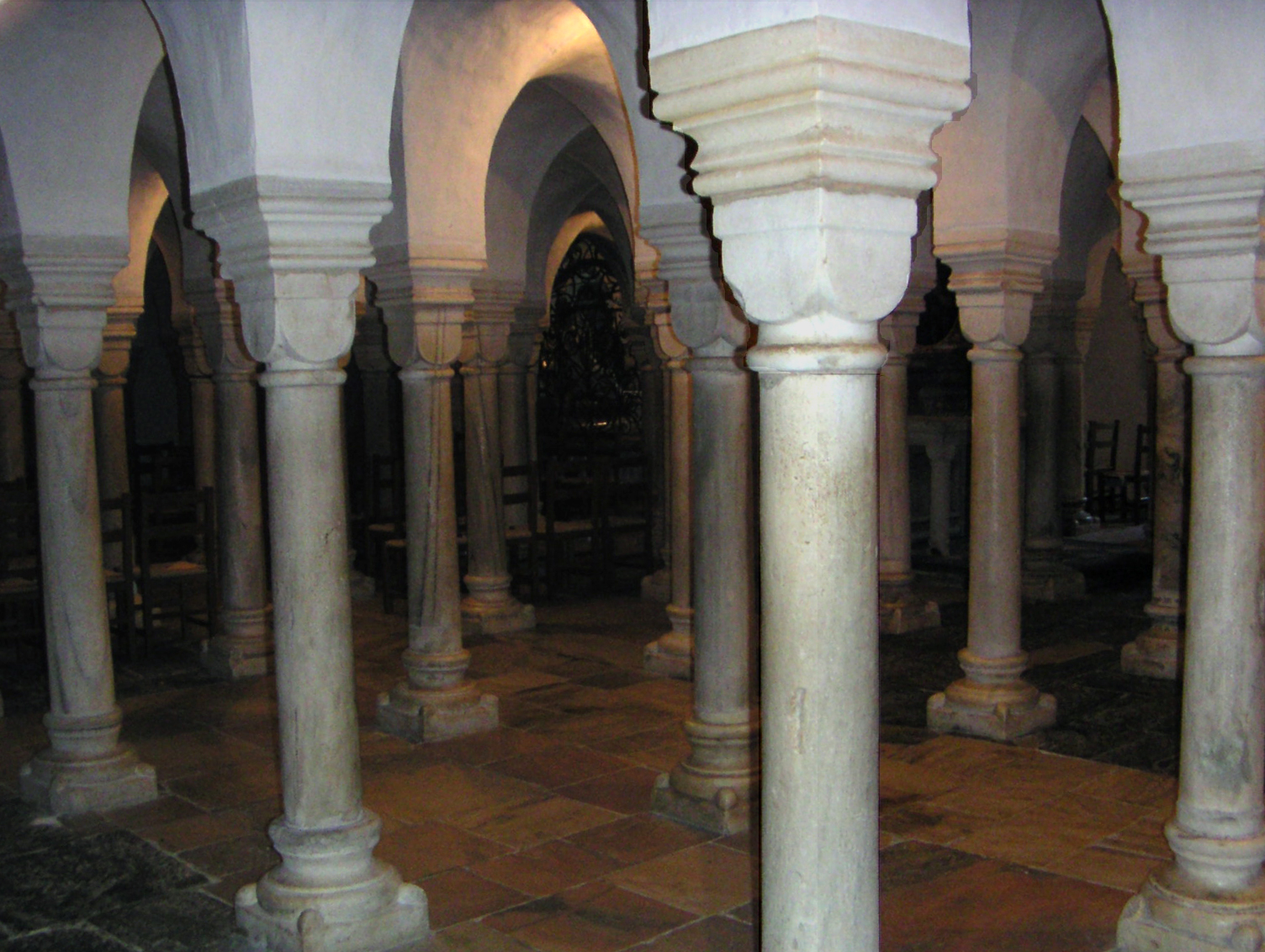
A kripta

A kórus és kereszthajó alatti, 1174-ben elkészült kripta a dóm legrégebbi része. Már kezdettől fogva Szent Hemma tiszteletének ajánlották. Hartwagner szerint ez „a német nyelvterület legnagyszerűbb kriptaépítménye”. A kripta mérete 20 x 20 méter körüli és kb. 1,75 méternyire emelkedik a talajszint fölé. A százoszlopos kripta valójában 96 karcsú oszlopból áll és két kettős oszlopból az apszis előtt. Az oszlopok felett magasított keresztboltozatok vannak.
A délkeleti pilléreknél található Szent Hemma sírja, akinek a földi maradványait 1174-ben hozták ide. Az eredetileg dísztelen kőkoporsó kezdetben más helyen, hat tartóoszlopon állt, amelyekből három maradt fenn. Az oszlopok idegenszerű arcokat ábrázolnak, két asszonyt és egy férfit. 1721-ben a koporsót vörös márvánnyal vonták be. Ugyanebben a korszakban készült el Antonio Corradini domborműve, amely Hemma halálát ábrázolja, illetve a Hit és Remény allegorikus alakjai. 1925-ben a márványborítás egy részét eltávolították, így a románkori oszlopfők ismét láthatóak lettek.
A déli oldalon található oltárt 1167-ben Becket-, azaz Canterburyi Szent Tamásnak szentelték, az északi oldalit 1189-ben János evangélistának. A Miasszonyunk-oltár az északkeleti sarokban 1766-ból való; az oltár 1200 körüli Mária-szobra a legenda szerint Szent Hemma birtokában volt és ő adományozta a templomnak.

## Fordítás
- Ez a szócikk részben vagy egészben  a   Dom zu Gurk című német Wikipédia-szócikk ezen változatának fordításán alapul.  Az eredeti cikk szerkesztőit annak laptörténete sorolja fel. Ez a jelzés csupán a megfogalmazás eredetét és a szerzői jogokat jelzi, nem szolgál a cikkben szereplő információk forrásmegjelöléseként.